# ABBA Number Ones (DVD)
ABBA Number Ones (DVD) es una colección de los vídeos número 1 de ABBA. Salió a la venta a nivel mundial el 20 de noviembre de 2006, al mismo tiempo que el CD que lleva el mismo nombre (ABBA Number Ones)

## Vídeos
- 1. Gimme! Gimme! Gimme! (A Man After Midnight)
- 2. Mamma Mia
- 3. Dancing Queen
- 4. Super Trouper
- 5. S.O.S.
- 6. Summer Night City
- 7. Money, Money, Money
- 8. The Winner Takes It All
- 9. Chiquitita
- 10. One Of Us
- 11. Knowing Me, Knowing You
- 12. Voulez-Vous
- 13. Fernando
- 14. Waterloo
- 15. Ring Ring
- 16. The Name Of The Game
- 17. I Do, I Do, I Do, I Do, I Do
- 18. Take A Chance On Me
- 19. I Have A Dream

## Pistas adicionales
Aparte de las siguientes presentaciones, el DVD contiene un álbum de recortes de fotografías de ABBA
- 20. Waterloo. Presentación en el programa Top Of The Pops, de Inglaterra en 1974
- 21. I Do, I Do, I Do, I Do, I Do. Presentación en el programa Hei Sveis!, de Noruega en 1975
- 22. S.O.S. Presentación en el programa Hei Sveis!
- 23. Waterloo. Presentación en el programa Hei Sveis!
- 24. I Have A Dream. Presentación en el programa The Late Late Breakfast Show, de Inglaterra en 1982
- 25. Under Attack. Presentación en el programa The Late Late Breakfast Show

## Charts
| Chart                   | Posición |
| ----------------------- | -------- |
| Nueva Zelanda DVD Chart | 5        |
| Estonia DVD Chart       | 7        |
| Hungría DVD Chart       | 12       |
| Alemania DVD Chart      | 16       |
| Australia DVD Chart     | 23       |

## Certificaciones
| País      | Certificación | Ventas   |
| --------- | ------------- | -------- |
| Australia | Platino       | + 7,500  |
| Argentina | Platino       | + 40,000 |

- Datos: Q5653492